# NGC 6167
NGC 6167 is een open sterrenhoop in het sterrenbeeld Winkelhaak. Het hemelobject werd op 26 juni 1826 ontdekt door de Schotse astronoom James Dunlop.

## Synoniemen
- OCL 971
- ESO 226-SC16